# 中原多代
中原 多代（なかはら たよ、1911年（明治44年）5月 - 没年不明）は、日本の声楽家・歌手、発声法の研究者。西洋音楽・邦楽両方の歌唱にわたる研究・実践を行い、その活動が「歌詞を大切にしている声楽家」と評されている。また、日本人の特性を活かす発声法を科学的に研究し、それを生かしたボイストレーニングも行っていた。

## 略歴
1911年5月 横浜に生まれる。
幼少の頃から邦楽の稽古に励む一方で、家には大型オルガン・アップライトピアノ・電蓄があった。また、叔父がヴァイオリンを弾き、叔母が賛美歌を歌う一方、母は箏・三味線と、邦楽・西洋音楽の両方から影響を受けた。
1923年の関東大震災の際、神奈川県立第一高等女学校（現在の神奈川県立横浜平沼高等学校）から文化学院に転校後、同校卒業。日本女子大学家政科を一年で中退。1930年～1931年頃日本音楽学校に入学し、イタリア・カーピ歌劇団のアッテリオ・ベレッティにベルカント唱法の指導を受けるものの、中退。在学中、藤原歌劇団の母体となった「ヴォーカルフォア」に入団した他、「東京セレネーダーズ」というグループを作ってステージ・ラジオの仕事をしていたことに対し、校長の反対を受けてのことであった。
その後、谷田部勁吉が主任であった松竹歌劇団の声楽専科でバレエ・ジャズダンス・タップダンス・日本舞踊・演劇の訓練を受け、東宝劇団に移籍。歌舞伎・新劇・現在で言うミュージカル（当時、ミュージカルという言葉は、まだ日本で使われていなかった。）などに出演。軽音楽（ロックではない。）や演歌も歌う。1939年、オペレッタ「ショーボート」を自費公演したことは「何らかの記録にのこっているようである」。
1943年5月、山田耕筰の媒酌で、ピアニスト中原高次と結婚。
戦後、杵屋正邦の下で、邦楽全般の研究を続ける。1951年から、毎年～隔年のペースで「日本のうた」リサイタルを開催（12回）。ピアノ伴奏による日本歌曲と、邦楽器伴奏による邦楽家の作品などを発表した。虎の門音楽舞踊学校を設立し、1957年に、ミュージカル「長靴を履いた猫」(台本も執筆）を日本青年館で公演。1958年ごろからは、NHKラジオ「歌のおばさん」「歌のおじさん」「お話し出て来い」「お茶のひととき」などの台本を担当。
1975年ごろから、昭和大学医学部の猪口清一郎の下で、本格的に生理解剖学・人類学の研究を始め至る。
アッテリオ・ベレッティ、下八川圭祐、城田又兵衛、原信子に声楽を師事。杵屋正邦に邦楽を師事。日本声楽発声学会、日本民族音楽学会会員。
2011年頃、死去

## 主な活動
「新しい邦楽曲の会」という門下生演奏会などを開催。「発声のしくみ研究会」や、関連のシンポジウムなども開いた。また、「声のコンサルタント」として、声楽の発声のみならず、声を使って仕事をしている人たちの発声指導を続けている。

## 著書
- 中原多代『声の文化「んとＮ」』自費出版,1985年
- 中原多代『声とからだ　声の文化「んとＮ」』ヤマハミュージックメディア,1996年